# دسلبرون
دسلبرون (به آلمانی: Desselbrunn) یک منطقهٔ مسکونی در اتریش است که در ناحیه وکلابروک واقع شده‌است. دسلبرون ۱۷ کیلومتر مربع مساحت دارد ۴۲۱ متر بالاتر از سطح دریا واقع شده‌است.